# Manuel Orazi
Manuel Orazi (ur. 5 października 1860 w Rzymie, zm. 28 października 1934 w Paryżu) – włoski grafik i plakacista tworzący w stylu Art Nouveau.

## Życiorys
W roku 1895 stworzył przy współpracy Austin de Croze „Kalendarz Magiczny” wydany w nakładzie 777 egzemplarzy. Ilustrował m.in. „Kwiaty zła” Charles’a Baudelaire’a oraz „Salome” Oscara Wilde’a.
Projektował także biżuterię, wystawianą w roku 1896 w prowadzonym przez Siegfrieda Binga paryskim salonie Maison de l’Art Nouveau.
W roku 1921 zaprojektował scenografię do francuskiego filmu niemego „Atlantyda” (L'Atlantide) reżyserii Jacques Feydera.

## Galeria

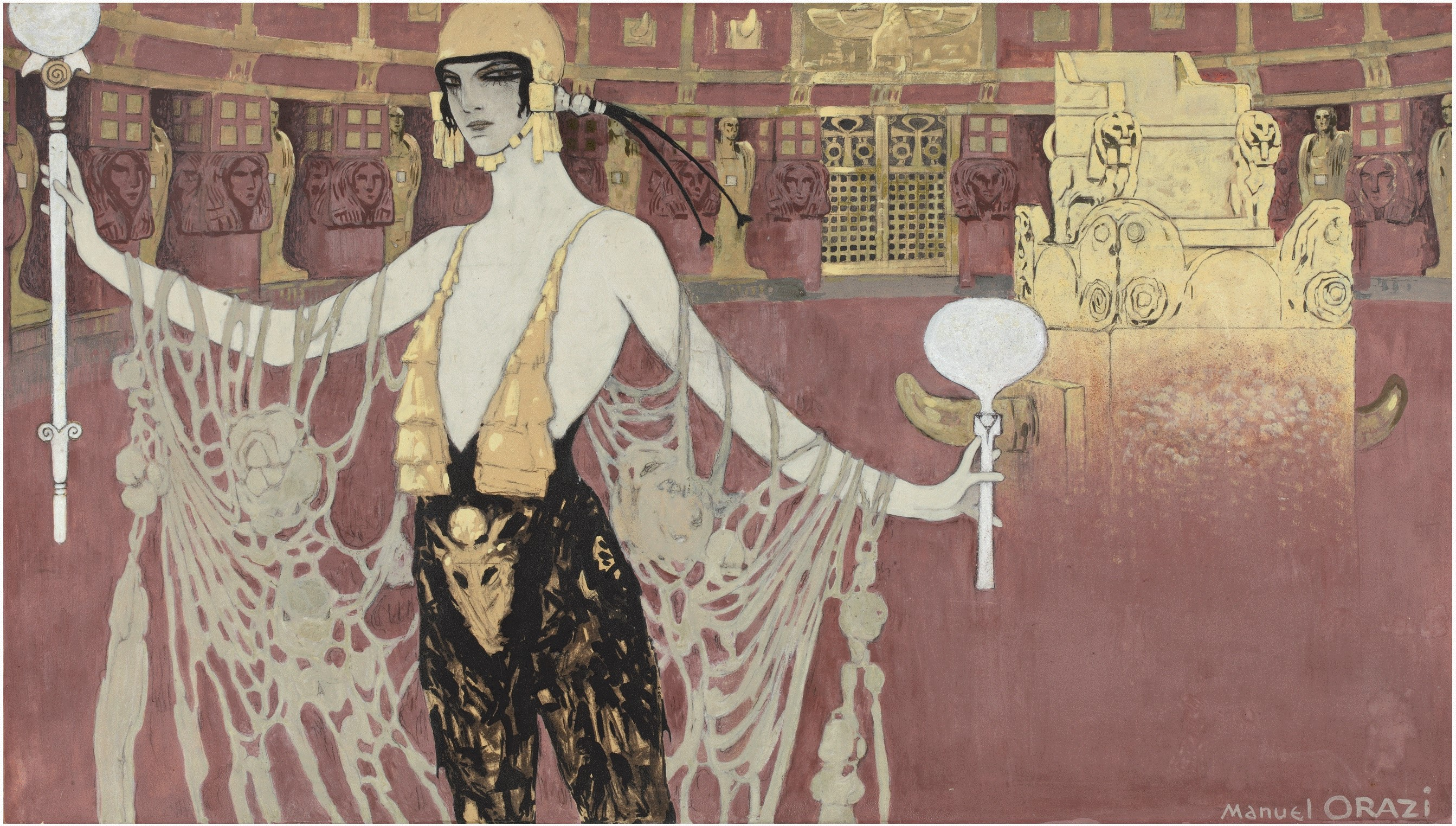
Plakat do filmu Atlantyda 1921
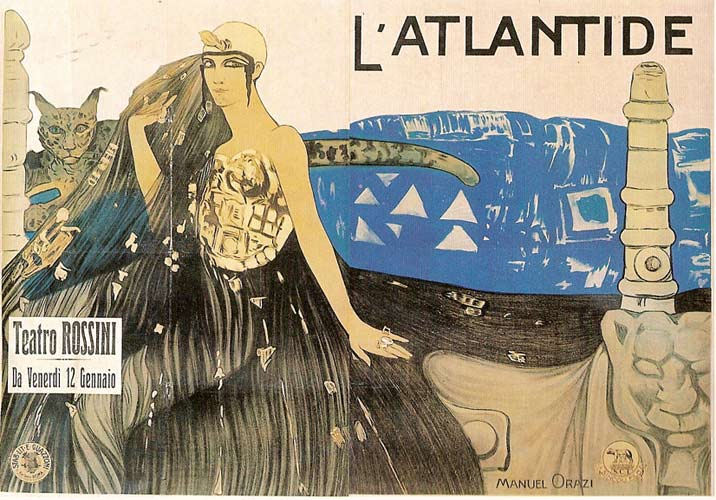
Plakat do filmu Atlantyda 1921
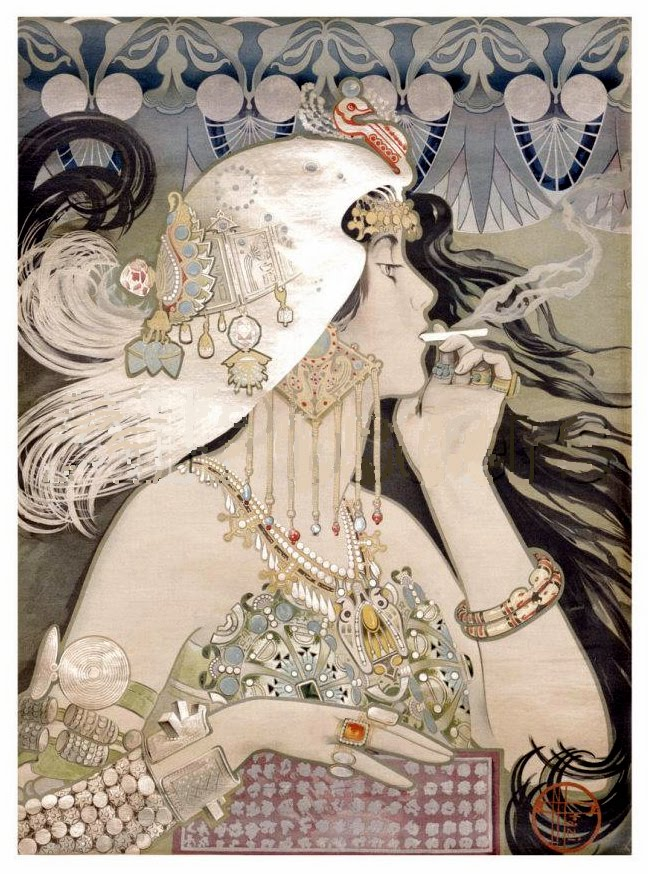
Plakat reklamowy